# Phyllachora melastomatis
Phyllachora melastomatis är en svampart som först beskrevs av Kunze ex Fr., och fick sitt nu gällande namn av Pier Andrea Saccardo 1883. Phyllachora melastomatis ingår i släktet Phyllachora och familjen Phyllachoraceae.   Inga underarter finns listade i Catalogue of Life.